# Anders Johansson (trumslagare)
Per Anders Johansson, född 25 maj 1962 i Göteborg, är en svensk musiker som idag är trummis i amerikanska heavy metal bandet Manowar. Utöver det är han mest känd för att även ha varit trummis i svenska Hammerfall och att ha spelat med Yngwie Malmsteen.
Han gjorde värnplikt som signalspanare i Marinen 1982–83, stationerad vid Marviken, Berga och Muskö.

## Biografi
På 1980-talet spelade Johansson trummor i Malmöbandet Silver Mountain och medverkade på skivorna Shakin' Brains och Breaking Chains. Han blev medlem i Hammerfall 1999, i samband med turnén för bandets andra skiva Legacy Of Kings. Första skivan han spelade på var Renegade som släpptes 2000. Därefter följde Crimson Thunder, Chapter five, Threshold och Masterpieces samt flera samlingar och dvd-releaser. Han har spelat i Yngwie Malmsteens band Rising Force 1984–1989. Johansson spelade på skivorna Studio/Live, Marching out, Trilogy, Odyssey, Trial by fire, Inspiration samt videogrammen Japan 1985 och Live in Leningrad. Där spelade han med sin bror Jens Johansson. Anders Johansson har spelat in skivor och turnerat med jazz/fusion/funk-basisten Jonas Hellborg och Owe Thörnqvist.
Johansson har spelat in över 100 skivor som bandmedlem och/eller studiomusiker under sin karriär. Han är mest känd som heavy metal-musiker, men spelar alla musikstilar. Hans speciella spelstil har ansetts vara teknisk, kraftfull, poly-rytmisk men ändå dynamisk. Han använde tio bastrummor på en turné med Hammerfall, vilket är ett inofficiellt rekord.

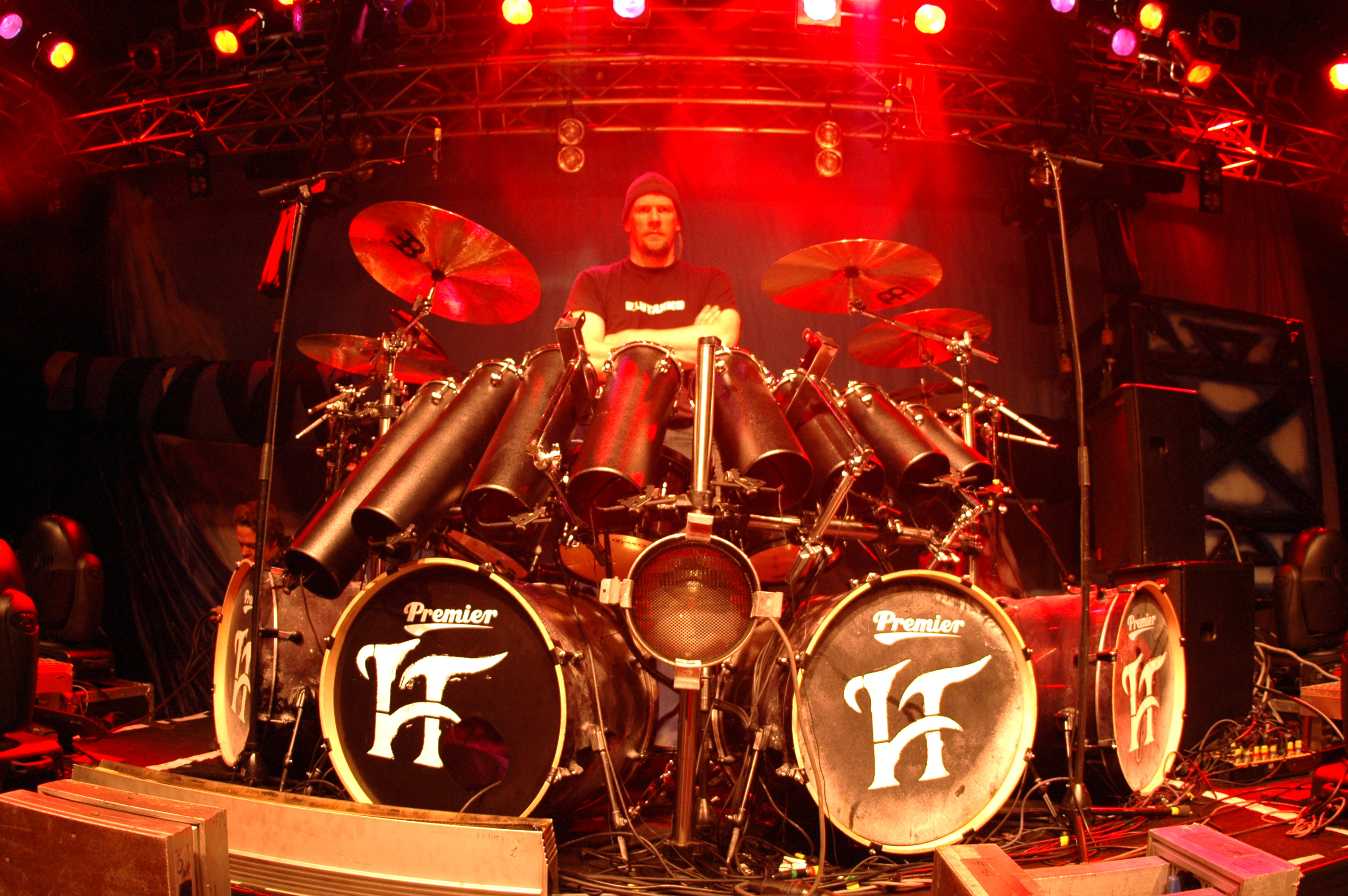
Anders Johansson.

Johansson, som bor i Skåne, är även utbildad gymnasieingenjör (el-tele/svagström), men har aldrig arbetat med detta. Han är son till jazzpianisten Jan Johansson och driver skivbolaget Heptagon Records, som ger ut faderns skivor. Anders Johansson spelar även kontrabas i duon Bröderna Johansson tillsammans med brodern Jens, de spelar folkvisejazz. Han har också bandet Tungsten tillsammans med sina två äldsta söner Karl Johansson och Niklas Johansson och sångaren Mike Andersson. 
Johansson har skrivit en självbiografi med titeln: Trumslagarpojken (2016).

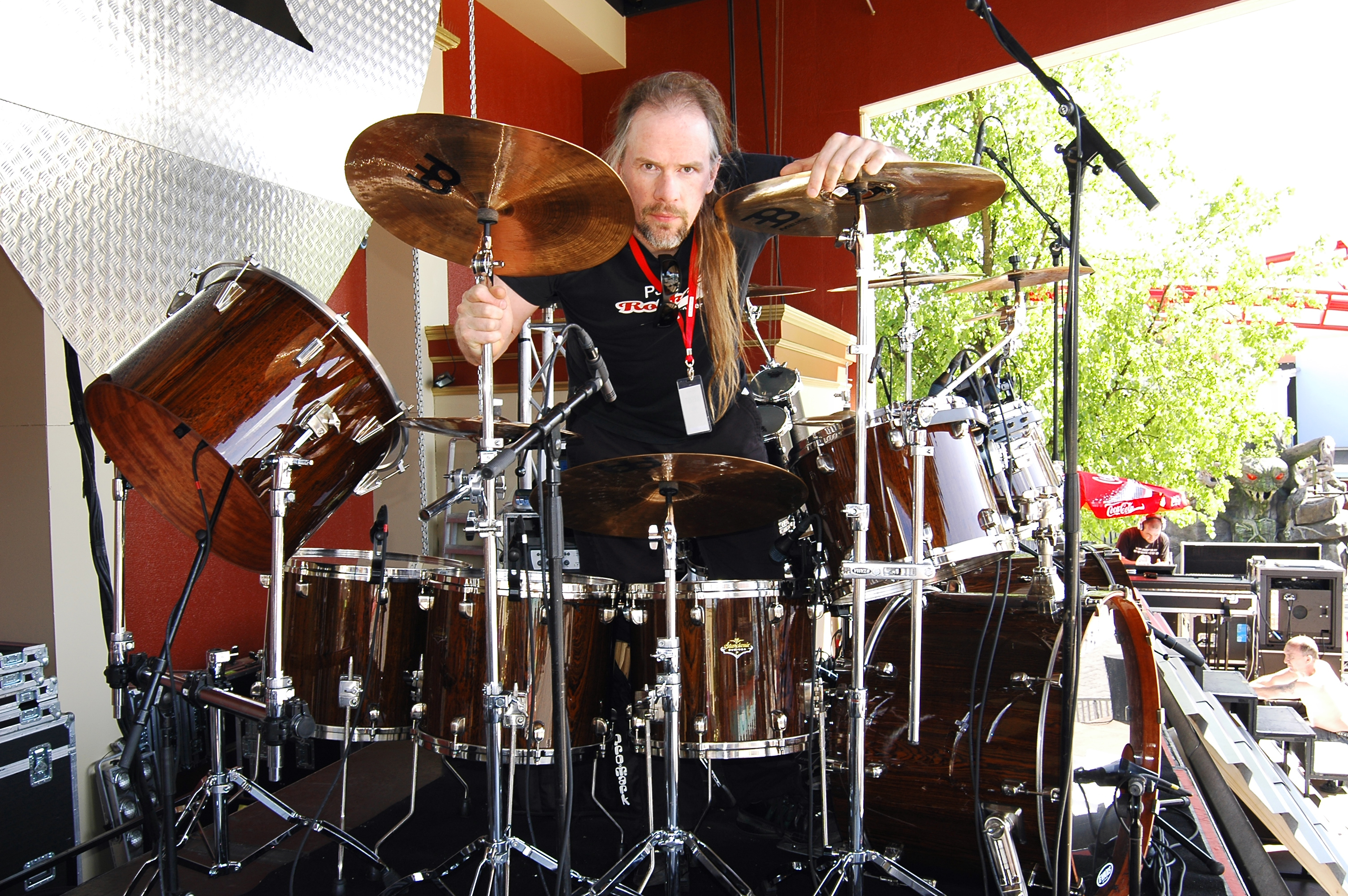
Anders Johansson with Tama

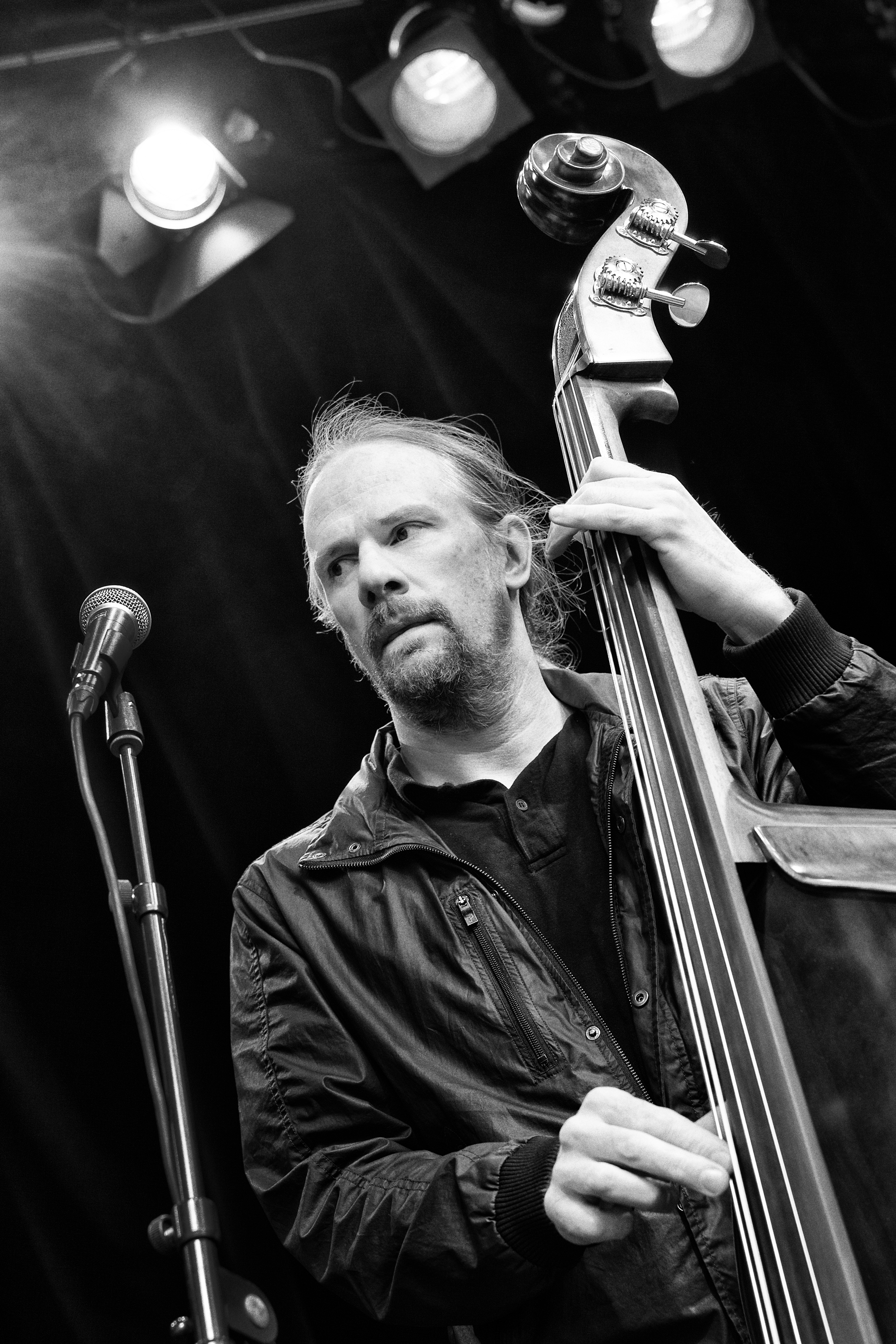
Anders Johansson.

Anders har spelat med Uli Jon Roth 2023.

## Skivor i urval

### Med Silver Mountain
- Skånsk Rock (1982)
- Shakin' Brains (1983)
- Breaking Chains (2001)

### Med Yngwie Malmsteen
- Rising Force (1984)
- Studio/Live (1985)
- Marching out (1985)
- Live in Tokyo (1985)
- Trilogy (1986)
- Odyssey (1988)
- Trial by Fire/Live in Leningrad (1989)
- Collection (1991)
- Inspiration (1996)

### Solo, sidoprojekt och som studiomusiker
- Blue Murder: Cry for love (1990)
- Jens Johansson: Fjäderlösa Tvåfotingar (1991)
- Raf: Ode to a tractor (with Peter Brötzmann 1992)
- Shining path: No other world  (with Mudbone Cooper 1993)
- Sökarna: Sound track (tracks with Chilly White and Power United)
- Billionaires Boys Club: Something Wicked Comes (1993)
- Johanssons/Allan Holdsworth: Heavy Machinery (1996)
- Svullo: Radio KRM (1996)
- Martin Svensson: Pojkdrömmar (1997)
- Anders Johansson: Red Shift (1997
- Jens Johansson: Fission (1998)
- Mansson: Arch of Decadence (1997)
- Aces High: Pull no punces (1998)
- Johansson: Sonic Winter/Johansson Bros (1998)
- Johansson: The Last Viking (1999)
- Benny Jansson: Flume Ride (1999)
- A. Johansson & J. Hydén : Elvis Pelvis (2000)
- Aces High: Forgive and forget (2001)
- Empire: Hypnotica (2001)
- Jason Becker trib: Warmth in the wilderness (2001)
- Yonna: Heartbeat(2002)
- Winterlong: The second coming (2003)
- Blackmore's castle: Space Truckin' (2003)
- Snake Charmer: Backyard Boogaloo (2003)
- Magnus Rosén: Imagine a place (2003)
- Mistheria: Messenger of the god (2004)
- Owe Thörnqvist: Recovered (2005)
- Empire: Trading Souls (2003)
- Narnia: The great fall (2003)
- Nocturnal rites: Grand illusion/japansk bonuslåt (2005)
- Planet Alliance: Planet Alliance (2006)
- Time Requiem: Optical Illusion (2006)
- Janne Stark: Mountain of Power (2007)
- Jonas Hellborg, V. Selvaganesh, IA Eklundh, Jens Johansson: Art Metal (2008)
- Geff: Land of the free (2009)
- Full Force: One (2011)
- Full Force: Next level (2012)
- Joacim Cans: Nu kan mörkret falla (2013)
- Jens and Anders Johansson: Live in Sweden (2014)
- Bröderna Johansson: Stilla jul (2017)
- Storis Limpan band: Patina (2017)
- Hulkoff: Kven (2017)
- Strokkur: Vantablack (2017)
- Björn Olsson: Måsrock (2018)
- Anders och Jens Johansson: Nordic blue (2018)
- Manowar: The final battle 1 (2019)
- Björn Olsson feat. Gustaf Norén: All things together (single)  (2019)
- Björn Olsson: Lättillgänglig fusion (single) (2019)
- Tungsten: We will rise (2019)
- Gustaf & Viktor Norén: Hymns to the rising sun (2020)
- Måsrock: 2 (2020)
- Hulkoff: Pansarfolk (2020)
- Tungsten: Tundra (2020)
- Hurula: Ingen är kär i år och andra sånger (2022)
- CJ Grimmark: Christmas + Hymns & Instrumentals (2022)
- Tungsten: Bliss (2022)

### Med Hammerfall
- Renegade (2000)
- Crimson Thunder (2002)
- One Crimson Night (2003, livealbum)
- Chapter V: Unbent, Unbowed, Unbroken (2005)
- Threshold (2006)
- Steel Meets Steel - Ten Years of Glory ("Best Of") (2007)
- Masterpieces (2008)
- No Sacrifice, No Victory (2009)
- Infected (2011)
- Revolution (2014)